# Giro d'Itàlia de 2017, etapes 1 a 7
Per a d'altres etapes podeu mirar: Giro d'Itàlia de 2017, etapes 8 a 14 i Giro d'Itàlia de 2017, etapes 15 a 21
El Giro d'Itàlia de 2017 va ser l'edició número 100 del Giro d'Itàlia i es disputà entre el 5 i el 28 de maig de 2017, amb un recorregut de 3 614,1 km distribuïts en 21 etapes, dues d'elles com a contrarellotge individual. Aquesta era 21a prova de l'UCI World Tour 2017. La sortida es feia a l'Alguer i finalitzà a Milà.
| Llegenda       | Llegenda                                        | Llegenda     | Llegenda                                         |
| -------------- | ----------------------------------------------- | ------------ | ------------------------------------------------ |
| Mallot rosa    | El porta el líder de la Classificació general   | Mallot blau  | El porta el líder del Gran Premi de la muntanya  |
| Mallot violeta | El porta el líder de la Classificació per punts | Mallot blanc | El porta el líder de la Classificació dels joves |

## Etapa 1
L'Alguer – Olbia, 5 de maig de 2017, 206 km
Etapa que segueix la costa nord de l'illa de Sardenya, amb un recorregut bàsicament pla, però ple de tobogans, i tres petites cotes de quarta categoria als km 63, 90 i 185. Els darrers 7 km són pels carrers d'Olbia.
Poc després de començar l'etapa es formà una escapada integrada per Cesare Benedetti (Bora-Hansgrohe), Pavel Brutt (Gazprom-RusVelo), Daniel Teklehaimanot (Dimension Data) i Eugert Zhupa (Wilier Triestina-Selle Italia). El quartet es va mantenir escapat durant prop de 200 km, però finalment foren neutralitzats a manca de 3 km per l'arribada. Quan tot semblava disposat a una arribada a l'esprint, Lukas Postlberger (Bora-Hansgrohe) va aprofitar un moment de descontrol per agafar uns metres que li van permetre aconseguir la seva primera gran victòria d'etapa i vestir-se amb el primer mallot rosa de líder d'aquesta edició.
| \| Classificació de l'etapa \| Classificació de l'etapa \| Classificació de l'etapa \| Classificació de l'etapa \| Classificació de l'etapa \| \| Corredor \| Corredor \| Equip \| Temps \| \| \| ------------------------ \| ------------------------ \| ------------------------ \| ------------------------ \| ------------------------ \| \| 1r \| Lukas Pöstlberger \| Bora-Hansgrohe \| 5h 13' 35" \| \| \| 2n \| Caleb Ewan \| Orica-Scott \| + 0" \| \| \| 3r \| André Greipel \| Lotto-Soudal \| + 0" \| \| \| 4t \| Giacomo Nizzolo \| Trek-Segafredo \| + 0" \| \| \| 5è \| Sacha Modolo \| UAE Team Emirates \| + 0" \| \| \| 6è \| Kristian Sbaragli \| Dimension Data \| + 0" \| \| \| 7è \| Jasper Stuyven \| Trek-Segafredo \| + 0" \| \| \| 8è \| Ryan Gibbons \| Dimension Data \| + 0" \| \| \| 9è \| Sam Bennett \| Bora-Hansgrohe \| + 0" \| \| \| 10è \| Phil Bauhaus \| Team Sunweb \| + 0" \| \| |                   |                   |            |
| |                   |                   |            |
| Font: ProCyclingStats |                   |                   |            |
| Classificació de l'etapa |                   |                   |            |
| Corredor | Corredor          | Equip             | Temps      |
| 1r | Lukas Pöstlberger | Bora-Hansgrohe    | 5h 13' 35" |
| 2n | Caleb Ewan        | Orica-Scott       | + 0"       |
| 3r | André Greipel     | Lotto-Soudal      | + 0"       |
| 4t | Giacomo Nizzolo   | Trek-Segafredo    | + 0"       |
| 5è | Sacha Modolo      | UAE Team Emirates | + 0"       |
| 6è | Kristian Sbaragli | Dimension Data    | + 0"       |
| 7è | Jasper Stuyven    | Trek-Segafredo    | + 0"       |
| 8è | Ryan Gibbons      | Dimension Data    | + 0"       |
| 9è | Sam Bennett       | Bora-Hansgrohe    | + 0"       |
| 10è | Phil Bauhaus      | Team Sunweb       | + 0"       |

| \| Classificació general \| Classificació general \| Classificació general \| Classificació general \| Classificació general \| \| Corredor \| Corredor \| Equip \| Temps \| \| \| --------------------- \| --------------------- \| --------------------- \| --------------------- \| --------------------- \| \| 1r \| Lukas Pöstlberger \| Bora-Hansgrohe \| 5h 13' 25" \| \| \| 2n \| Caleb Ewan \| Orica-Scott \| + 4" \| \| \| 3r \| André Greipel \| Lotto-Soudal \| + 6" \| \| \| 4t \| Pàvel Brut \| Gazprom-RusVelo \| + 8" \| \| \| 5è \| Giacomo Nizzolo \| Trek-Segafredo \| + 10" \| \| \| 6è \| Sacha Modolo \| UAE Team Emirates \| + 10" \| \| \| 7è \| Kristian Sbaragli \| Dimension Data \| + 10" \| \| \| 8è \| Jasper Stuyven \| Trek-Segafredo \| + 10" \| \| \| 9è \| Ryan Gibbons \| Dimension Data \| + 10" \| \| \| 10è \| Sam Bennett \| Bora-Hansgrohe \| + 10" \| \| |                   |                   |            |
| |                   |                   |            |
| Font: ProCyclingStats |                   |                   |            |
| Classificació general |                   |                   |            |
| Corredor | Corredor          | Equip             | Temps      |
| 1r | Lukas Pöstlberger | Bora-Hansgrohe    | 5h 13' 25" |
| 2n | Caleb Ewan        | Orica-Scott       | + 4"       |
| 3r | André Greipel     | Lotto-Soudal      | + 6"       |
| 4t | Pàvel Brut        | Gazprom-RusVelo   | + 8"       |
| 5è | Giacomo Nizzolo   | Trek-Segafredo    | + 10"      |
| 6è | Sacha Modolo      | UAE Team Emirates | + 10"      |
| 7è | Kristian Sbaragli | Dimension Data    | + 10"      |
| 8è | Jasper Stuyven    | Trek-Segafredo    | + 10"      |
| 9è | Ryan Gibbons      | Dimension Data    | + 10"      |
| 10è | Sam Bennett       | Bora-Hansgrohe    | + 10"      |

## Etapa 2
Olbia – Tortolì, 6 de maig de 2017, 221 km
Llarga etapa de mitja muntanya en direcció sud per l'illa de Sardenya. Durant l'etapa s'han de superar dos ports de muntanya, Nuoro (km 114), de 3a categoria, i Genna Silana (km 174), de 2a categoria i gairebé 20 km d'ascensió.
Etapa marcada pel fort vent en contra durant tota l'etapa. Una escapada formada per cinc corredors va protagonitzar la primera part de l'etapa. Entre els integrants destaca la presència de Daniel Teklehaimanot (Dimension Data), ja present en l'escapada del dia anterior. Els escapats foren neutralitzats en els metres finals de la llarga ascensió al coll de Genna Silana, tot i que Teklehaimanot va tenir temps de coronar el coll en primera posició i vestir-se amb el mallot de líder de la muntanya. En el llarg descens fins a l'arribada Vincenzo Nibali va passar a controlar l'etapa, seguit ben a prop per Nairo Quintana. Finalment l'etapa es va decidir a l'esprint, on André Greipel (Lotto Soudal) demostrà la seva superioritat.
| \| Classificació de l'etapa \| Classificació de l'etapa \| Classificació de l'etapa \| Classificació de l'etapa \| Classificació de l'etapa \| \| Corredor \| Corredor \| Equip \| Temps \| \| \| ------------------------ \| -------------------------- \| ------------------------ \| ------------------------ \| ------------------------ \| \| 1r \| André Greipel \| Lotto-Soudal \| 6h 05' 18" \| \| \| 2n \| Roberto Ferrari \| UAE Team Emirates \| + 0" \| \| \| 3r \| Jasper Stuyven \| Trek-Segafredo \| + 0" \| \| \| 4t \| Fernando Gaviria Rendón \| Quick-Step Floors \| + 0" \| \| \| 5è \| Kristian Sbaragli \| Dimension Data \| + 0" \| \| \| 6è \| Enrico Battaglin \| LottoNL-Jumbo \| + 0" \| \| \| 7è \| Ryan Gibbons \| Dimension Data \| + 0" \| \| \| 8è \| Geraint Thomas \| Team Sky \| + 0" \| \| \| 9è \| Caleb Ewan \| Orica-Scott \| + 0" \| \| \| 10è \| Rui Alberto Faria da Costa \| UAE Team Emirates \| + 0" \| \| |                            |                   |            |
| |                            |                   |            |
| Font: ProCyclingStats |                            |                   |            |
| Classificació de l'etapa |                            |                   |            |
| Corredor | Corredor                   | Equip             | Temps      |
| 1r | André Greipel              | Lotto-Soudal      | 6h 05' 18" |
| 2n | Roberto Ferrari            | UAE Team Emirates | + 0"       |
| 3r | Jasper Stuyven             | Trek-Segafredo    | + 0"       |
| 4t | Fernando Gaviria Rendón    | Quick-Step Floors | + 0"       |
| 5è | Kristian Sbaragli          | Dimension Data    | + 0"       |
| 6è | Enrico Battaglin           | LottoNL-Jumbo     | + 0"       |
| 7è | Ryan Gibbons               | Dimension Data    | + 0"       |
| 8è | Geraint Thomas             | Team Sky          | + 0"       |
| 9è | Caleb Ewan                 | Orica-Scott       | + 0"       |
| 10è | Rui Alberto Faria da Costa | UAE Team Emirates | + 0"       |

| \| Classificació general \| Classificació general \| Classificació general \| Classificació general \| Classificació general \| \| Corredor \| Corredor \| Equip \| Temps \| \| \| --------------------- \| ----------------------- \| --------------------- \| --------------------- \| --------------------- \| \| 1r \| André Greipel \| Lotto-Soudal \| 11h 18' 39" \| \| \| 2n \| Lukas Pöstlberger \| Bora-Hansgrohe \| + 4" \| \| \| 3r \| Caleb Ewan \| Orica-Scott \| + 8" \| \| \| 4t \| Roberto Ferrari \| UAE Team Emirates \| + 8" \| \| \| 5è \| Jasper Stuyven \| Trek-Segafredo \| + 10" \| \| \| 6è \| Pàvel Brut \| Gazprom-RusVelo \| + 12" \| \| \| 7è \| Kristian Sbaragli \| Dimension Data \| + 14" \| \| \| 8è \| Ryan Gibbons \| Dimension Data \| + 14" \| \| \| 9è \| Fernando Gaviria Rendón \| Quick-Step Floors \| + 14" \| \| \| 10è \| Enrico Battaglin \| LottoNL-Jumbo \| + 14" \| \| |                         |                   |             |
| |                         |                   |             |
| Font: ProCyclingStats |                         |                   |             |
| Classificació general |                         |                   |             |
| Corredor | Corredor                | Equip             | Temps       |
| 1r | André Greipel           | Lotto-Soudal      | 11h 18' 39" |
| 2n | Lukas Pöstlberger       | Bora-Hansgrohe    | + 4"        |
| 3r | Caleb Ewan              | Orica-Scott       | + 8"        |
| 4t | Roberto Ferrari         | UAE Team Emirates | + 8"        |
| 5è | Jasper Stuyven          | Trek-Segafredo    | + 10"       |
| 6è | Pàvel Brut              | Gazprom-RusVelo   | + 12"       |
| 7è | Kristian Sbaragli       | Dimension Data    | + 14"       |
| 8è | Ryan Gibbons            | Dimension Data    | + 14"       |
| 9è | Fernando Gaviria Rendón | Quick-Step Floors | + 14"       |
| 10è | Enrico Battaglin        | LottoNL-Jumbo     | + 14"       |

## Etapa 3
Tortolì – Càller, 7 de maig de 2017, 148 km
Etapa curta i plana tot resseguint la costa est de l'illa de Sardenya i amb una sola cota de quarta categoria al km. 107.
Nova etapa en què una llarga escapada, controlada en tot moment pel gran grup, marca els quilòmetres inicials de l'etapa. Foren neutralitzats poc després de la cota del Capo Boi i a partir d'aleshores el ritme fou endimoniat. Amb l'aproximació a Càller el vent va fer acte de presència i això provocà diversos ventalls. En un ells el Quick-Step Floors, amb Bob Jungels i Maximiliano Richeze al capdavant, van trencar el grup. Fins a 7 ciclistes de l'equip van passar a comandar la cursa. En l'esprint final Fernando Gaviria va demostrar el seu potencial com a esprintador, sent el colombià més jove en guanyar una etapa en una gran volta, alhora que aconseguia el liderat. El gran grup arribà a 13 segons.
| \| Classificació de l'etapa \| Classificació de l'etapa \| Classificació de l'etapa \| Classificació de l'etapa \| Classificació de l'etapa \| \| Corredor \| Corredor \| Equip \| Temps \| \| \| ------------------------ \| ------------------------------- \| ------------------------ \| ------------------------ \| ------------------------ \| \| 1r \| Fernando Gaviria Rendón \| Quick-Step Floors \| 3h 26' 33" \| \| \| 2n \| Rüdiger Selig \| Bora-Hansgrohe \| + 0" \| \| \| 3r \| Giacomo Nizzolo \| Trek-Segafredo \| + 0" \| \| \| 4t \| Nathan Haas \| Dimension Data \| + 0" \| \| \| 5è \| Maximiliano Richeze Araquistain \| Quick-Step Floors \| + 0" \| \| \| 6è \| Kanstantsín Siutsou \| Bahrain-Merida \| + 3" \| \| \| 7è \| Bob Jungels \| Quick-Step Floors \| + 3" \| \| \| 8è \| Caleb Ewan \| Orica-Scott \| + 13" \| \| \| 9è \| Sacha Modolo \| UAE Team Emirates \| + 13" \| \| \| 10è \| André Greipel \| Lotto-Soudal \| + 13" \| \| |                                 |                   |            |
| |                                 |                   |            |
| Font: ProCyclingStats |                                 |                   |            |
| Classificació de l'etapa |                                 |                   |            |
| Corredor | Corredor                        | Equip             | Temps      |
| 1r | Fernando Gaviria Rendón         | Quick-Step Floors | 3h 26' 33" |
| 2n | Rüdiger Selig                   | Bora-Hansgrohe    | + 0"       |
| 3r | Giacomo Nizzolo                 | Trek-Segafredo    | + 0"       |
| 4t | Nathan Haas                     | Dimension Data    | + 0"       |
| 5è | Maximiliano Richeze Araquistain | Quick-Step Floors | + 0"       |
| 6è | Kanstantsín Siutsou             | Bahrain-Merida    | + 3"       |
| 7è | Bob Jungels                     | Quick-Step Floors | + 3"       |
| 8è | Caleb Ewan                      | Orica-Scott       | + 13"      |
| 9è | Sacha Modolo                    | UAE Team Emirates | + 13"      |
| 10è | André Greipel                   | Lotto-Soudal      | + 13"      |

| \| Classificació general \| Classificació general \| Classificació general \| Classificació general \| Classificació general \| \| Corredor \| Corredor \| Equip \| Temps \| \| \| --------------------- \| ----------------------- \| --------------------- \| --------------------- \| --------------------- \| \| 1r \| Fernando Gaviria Rendón \| Quick-Step Floors \| 14h 45' 16" \| \| \| 2n \| André Greipel \| Lotto-Soudal \| + 9" \| \| \| 3r \| Lukas Pöstlberger \| Bora-Hansgrohe \| + 13" \| \| \| 4t \| Bob Jungels \| Quick-Step Floors \| + 13" \| \| \| 5è \| Kanstantsín Siutsou \| Bahrain-Merida \| + 13" \| \| \| 6è \| Caleb Ewan \| Orica-Scott \| + 17" \| \| \| 7è \| Roberto Ferrari \| UAE Team Emirates \| + 17" \| \| \| 8è \| Ryan Gibbons \| Dimension Data \| + 23" \| \| \| 9è \| Enrico Battaglin \| LottoNL-Jumbo \| + 23" \| \| \| 10è \| Sacha Modolo \| UAE Team Emirates \| + 23" \| \| |                         |                   |             |
| |                         |                   |             |
| Font: ProCyclingStats |                         |                   |             |
| Classificació general |                         |                   |             |
| Corredor | Corredor                | Equip             | Temps       |
| 1r | Fernando Gaviria Rendón | Quick-Step Floors | 14h 45' 16" |
| 2n | André Greipel           | Lotto-Soudal      | + 9"        |
| 3r | Lukas Pöstlberger       | Bora-Hansgrohe    | + 13"       |
| 4t | Bob Jungels             | Quick-Step Floors | + 13"       |
| 5è | Kanstantsín Siutsou     | Bahrain-Merida    | + 13"       |
| 6è | Caleb Ewan              | Orica-Scott       | + 17"       |
| 7è | Roberto Ferrari         | UAE Team Emirates | + 17"       |
| 8è | Ryan Gibbons            | Dimension Data    | + 23"       |
| 9è | Enrico Battaglin        | LottoNL-Jumbo     | + 23"       |
| 10è | Sacha Modolo            | UAE Team Emirates | + 23"       |

## Etapa 4
Cefalù – Etna (Refugi Sapienza), 9 de maig de 2017, 181 km
Primera arribada en alt de la present edició del Giro. Els primers 50 km són totalment plans, tot resseguint la costa nord de Sicília. Poc després d'Acquedolci s'inicia la llarga ascensió de més de 30 km fins a la Portella Femmina Morta (2ª categoria). Coronat el cim hi ha un llarg descens de 20 km, seguit per un terreny amb nombroses pujades i baixades que no puntuen, fins a arribar a Nicolosi, on comença l'ascensió de 17,9 km fins al Refugi Sapienza, a l'Etna, situat a 1.892 msnm.
Etapa que va decebre entre els favorits, ja que fins a 3 km de l'arribada cap d'ells es va moure. El primer en atacar fou Vincenzo Nibali, però tots els grans favorits van seguir-li la roda. El gran vencedor de l'etapa fou Jan Polanc (Bahrain-Merida), escapat durant tot el dia, primer en companyia de tres corredors més, però en solitari en la darrera ascensió, que va finalitzar amb 19" d'avantatge sobre Ilnur Zakarin, segon de l'etapa gràcies a un atac en el darrer quilòmetre. El grup dels favorits arribà a 29" del vencedor. Bob Jungels (Quick-Step Floors) passà a liderar la cursa. Javier Moreno fou expulsat de la cursa en finalitzar l'etapa per un enfrontament amb Diego Rosa. El català Alberto Losada va patir una caiguda que li provocà la dislocació d'una espatlla. Tot i que en un primer moment semblava que abandonava la cursa, finalment va poder finalitzar l'etapa a 38' 46" del vencedor d'etapa.
| \| Classificació de l'etapa \| Classificació de l'etapa \| Classificació de l'etapa \| Classificació de l'etapa \| Classificació de l'etapa \| \| Corredor \| Corredor \| Equip \| Temps \| \| \| ------------------------ \| ------------------------ \| ------------------------ \| ------------------------ \| ------------------------ \| \| 1r \| Jan Polanc \| UAE Team Emirates \| 4h 55' 58" \| \| \| 2n \| Ilnur Zakarin \| Katusha-Alpecin \| + 19" \| \| \| 3r \| Geraint Thomas \| Team Sky \| + 29" \| \| \| 4t \| Thibaut Pinot \| FDJ \| + 29" \| \| \| 5è \| Dario Cataldo \| Astana \| + 29" \| \| \| 6è \| Tom Dumoulin \| Team Sunweb \| + 29" \| \| \| 7è \| Bob Jungels \| Quick-Step Floors \| + 29" \| \| \| 8è \| Adam Yates \| Orica-Scott \| + 29" \| \| \| 9è \| Bauke Mollema \| Trek-Segafredo \| + 29" \| \| \| 10è \| Vincenzo Nibali \| Bahrain-Merida \| + 29" \| \| |                 |                   |            |
| |                 |                   |            |
| Font: ProCyclingStats |                 |                   |            |
| Classificació de l'etapa |                 |                   |            |
| Corredor | Corredor        | Equip             | Temps      |
| 1r | Jan Polanc      | UAE Team Emirates | 4h 55' 58" |
| 2n | Ilnur Zakarin   | Katusha-Alpecin   | + 19"      |
| 3r | Geraint Thomas  | Team Sky          | + 29"      |
| 4t | Thibaut Pinot   | FDJ               | + 29"      |
| 5è | Dario Cataldo   | Astana            | + 29"      |
| 6è | Tom Dumoulin    | Team Sunweb       | + 29"      |
| 7è | Bob Jungels     | Quick-Step Floors | + 29"      |
| 8è | Adam Yates      | Orica-Scott       | + 29"      |
| 9è | Bauke Mollema   | Trek-Segafredo    | + 29"      |
| 10è | Vincenzo Nibali | Bahrain-Merida    | + 29"      |

| \| Classificació general \| Classificació general \| Classificació general \| Classificació general \| Classificació general \| \| Corredor \| Corredor \| Equip \| Temps \| \| \| --------------------- \| --------------------- \| --------------------- \| --------------------- \| --------------------- \| \| 1r \| Bob Jungels \| Quick-Step Floors \| 19h 41' 56" \| \| \| 2n \| Geraint Thomas \| Team Sky \| + 6" \| \| \| 3r \| Adam Yates \| Orica-Scott \| + 10" \| \| \| 4t \| Vincenzo Nibali \| Bahrain-Merida \| + 10" \| \| \| 5è \| Domenico Pozzovivo \| AG2R La Mondiale \| + 10" \| \| \| 6è \| Nairo Quintana Rojas \| Movistar Team \| + 10" \| \| \| 7è \| Tom Dumoulin \| Team Sunweb \| + 10" \| \| \| 8è \| Bauke Mollema \| Trek-Segafredo \| + 10" \| \| \| 9è \| Mikel Landa Meana \| Team Sky \| + 10" \| \| \| 10è \| Thibaut Pinot \| FDJ \| + 10" \| \| |                      |                   |             |
| |                      |                   |             |
| Font: ProCyclingStats |                      |                   |             |
| Classificació general |                      |                   |             |
| Corredor | Corredor             | Equip             | Temps       |
| 1r | Bob Jungels          | Quick-Step Floors | 19h 41' 56" |
| 2n | Geraint Thomas       | Team Sky          | + 6"        |
| 3r | Adam Yates           | Orica-Scott       | + 10"       |
| 4t | Vincenzo Nibali      | Bahrain-Merida    | + 10"       |
| 5è | Domenico Pozzovivo   | AG2R La Mondiale  | + 10"       |
| 6è | Nairo Quintana Rojas | Movistar Team     | + 10"       |
| 7è | Tom Dumoulin         | Team Sunweb       | + 10"       |
| 8è | Bauke Mollema        | Trek-Segafredo    | + 10"       |
| 9è | Mikel Landa Meana    | Team Sky          | + 10"       |
| 10è | Thibaut Pinot        | FDJ               | + 10"       |

## Etapa 5
Pedara – Messina, 10 de maig de 2017, 159 km
Etapa de transició després de la primera arribada en alt, amb uns primers 100 km accidentats i per carreteres estretes i uns darrers 60 km plans tot resseguint la costa est de Sicília. En arribar a Messina els ciclistes hauran de fer una volta a un circuit urbà de 6 km.
Maciej Paterski (CCC Sprandi Polkowice) i Evgeny Shalunov (Gazprom-RusVelo) van protagonitzar l'escapada del dia, que fou controlada en tot moment pels equips dels esprintadors. Foren neutralitzats a una quinzena de quilòmetres per l'arribada. Luka Pibernik passà amb uns metres d'avantatge pel primer pas per meta i alçà, erròniament, els braços en senyal de victòria. La victòria es va decidir a l'esprint i Fernando Gaviria tornà a ser el més ràpid.
| \| Classificació de l'etapa \| Classificació de l'etapa \| Classificació de l'etapa \| Classificació de l'etapa \| Classificació de l'etapa \| \| Corredor \| Corredor \| Equip \| Temps \| \| \| ------------------------ \| ------------------------ \| ----------------------------- \| ------------------------ \| ------------------------ \| \| 1r \| Fernando Gaviria Rendón \| Quick-Step Floors \| 3h 40' 11" \| \| \| 2n \| Jakub Mareczko \| Wilier Triestina-Selle Italia \| + 0" \| \| \| 3r \| Sam Bennett \| Bora-Hansgrohe \| + 0" \| \| \| 4t \| André Greipel \| Lotto-Soudal \| + 0" \| \| \| 5è \| Phil Bauhaus \| Team Sunweb \| + 0" \| \| \| 6è \| Kristian Sbaragli \| Dimension Data \| + 0" \| \| \| 7è \| Ryan Gibbons \| Dimension Data \| + 0" \| \| \| 8è \| Roberto Ferrari \| UAE Team Emirates \| + 0" \| \| \| 9è \| Jasper Stuyven \| Trek-Segafredo \| + 0" \| \| \| 10è \| Enrico Battaglin \| LottoNL-Jumbo \| + 0" \| \| |                         |                               |            |
| |                         |                               |            |
| Font: ProCyclingStats |                         |                               |            |
| Classificació de l'etapa |                         |                               |            |
| Corredor | Corredor                | Equip                         | Temps      |
| 1r | Fernando Gaviria Rendón | Quick-Step Floors             | 3h 40' 11" |
| 2n | Jakub Mareczko          | Wilier Triestina-Selle Italia | + 0"       |
| 3r | Sam Bennett             | Bora-Hansgrohe                | + 0"       |
| 4t | André Greipel           | Lotto-Soudal                  | + 0"       |
| 5è | Phil Bauhaus            | Team Sunweb                   | + 0"       |
| 6è | Kristian Sbaragli       | Dimension Data                | + 0"       |
| 7è | Ryan Gibbons            | Dimension Data                | + 0"       |
| 8è | Roberto Ferrari         | UAE Team Emirates             | + 0"       |
| 9è | Jasper Stuyven          | Trek-Segafredo                | + 0"       |
| 10è | Enrico Battaglin        | LottoNL-Jumbo                 | + 0"       |

| \| Classificació general \| Classificació general \| Classificació general \| Classificació general \| Classificació general \| \| Corredor \| Corredor \| Equip \| Temps \| \| \| --------------------- \| ------------------------- \| --------------------- \| --------------------- \| --------------------- \| \| 1r \| Bob Jungels \| Quick-Step Floors \| 23h 22' 07" \| \| \| 2n \| Geraint Thomas \| Team Sky \| + 6" \| \| \| 3r \| Adam Yates \| Orica-Scott \| + 10" \| \| \| 4t \| Domenico Pozzovivo \| AG2R La Mondiale \| + 10" \| \| \| 5è \| Vincenzo Nibali \| Bahrain-Merida \| + 10" \| \| \| 6è \| Tom Dumoulin \| Team Sunweb \| + 10" \| \| \| 7è \| Nairo Quintana Rojas \| Movistar Team \| + 10" \| \| \| 8è \| Bauke Mollema \| Trek-Segafredo \| + 10" \| \| \| 9è \| Tejay van Garderen \| BMC Racing Team \| + 10" \| \| \| 10è \| Andrey Amador Bikkazakova \| Movistar Team \| + 10" \| \| |                           |                   |             |
| |                           |                   |             |
| Font: ProCyclingStats |                           |                   |             |
| Classificació general |                           |                   |             |
| Corredor | Corredor                  | Equip             | Temps       |
| 1r | Bob Jungels               | Quick-Step Floors | 23h 22' 07" |
| 2n | Geraint Thomas            | Team Sky          | + 6"        |
| 3r | Adam Yates                | Orica-Scott       | + 10"       |
| 4t | Domenico Pozzovivo        | AG2R La Mondiale  | + 10"       |
| 5è | Vincenzo Nibali           | Bahrain-Merida    | + 10"       |
| 6è | Tom Dumoulin              | Team Sunweb       | + 10"       |
| 7è | Nairo Quintana Rojas      | Movistar Team     | + 10"       |
| 8è | Bauke Mollema             | Trek-Segafredo    | + 10"       |
| 9è | Tejay van Garderen        | BMC Racing Team   | + 10"       |
| 10è | Andrey Amador Bikkazakova | Movistar Team     | + 10"       |

## Etapa 6
Reggio de Calàbria – Terme Luigiane, 11 de maig de 2017, 217 km
Primera etapa en la península Itàlica, amb un recorregut bàsicament pla tot seguint la costa de la mar Tirrena, entre Reggio de Calàbria i Terme Luigiane. Amb tot, els darrers 40 km són força sinuosos i amb contínues pujades i baixades i l'arribada és en lleugera pujada, amb uns dos darrers quilòmetres al 5,3% de desnivell i trams de fins al 10%.
Només començar l'etapa es forma una escapada integrada per 5 corredors: Jasper Stuyven i Mads Pedersen (Trek-Segafredo), Simone Andreetta (Bardiani CSF), Silvan Dillier (BMC Racing Team) i el primer líder del Giro, Lukas Pöstlberger (Bora-Hansgrohe). El gran grup els deixà fer, i tot i els esforços del Cannondale-Drapac Pro Cycling Team per disminuir les diferències a manca de 22 km encara mantenien 3' sobre el gran grup. Aleshores començaren a atacar-se entre els escapats. Primer cedí Pedersen, després Andreetta i finalment Pöstlberger, i acabaren jugant-se la victòria a l'esprint Stuyvens i Dillier. Dillier fou el més ràpid i guanyà l'etapa, mentre Bob Jungels va mantenir el liderat.
| \| Classificació de l'etapa \| Classificació de l'etapa \| Classificació de l'etapa \| Classificació de l'etapa \| Classificació de l'etapa \| \| Corredor \| Corredor \| Equip \| Temps \| \| \| ------------------------ \| ------------------------ \| ------------------------ \| ------------------------ \| ------------------------ \| \| 1r \| Silvan Dillier \| BMC Racing Team \| 4h 58' 01" \| \| \| 2n \| Jasper Stuyven \| Trek-Segafredo \| + 0" \| \| \| 3r \| Lukas Pöstlberger \| Bora-Hansgrohe \| + 12" \| \| \| 4t \| Simone Andreetta \| Bardiani CSF \| + 26" \| \| \| 5è \| Michael Woods \| Cannondale-Drapac \| + 39" \| \| \| 6è \| Adam Yates \| Orica-Scott \| + 39" \| \| \| 7è \| Wilco Kelderman \| Team Sunweb \| + 39" \| \| \| 8è \| Bob Jungels \| Quick-Step Floors \| + 39" \| \| \| 9è \| Bauke Mollema \| Trek-Segafredo \| + 39" \| \| \| 10è \| Geraint Thomas \| Team Sky \| + 39" \| \| |                   |                   |            |
| |                   |                   |            |
| Font: ProCyclingStats |                   |                   |            |
| Classificació de l'etapa |                   |                   |            |
| Corredor | Corredor          | Equip             | Temps      |
| 1r | Silvan Dillier    | BMC Racing Team   | 4h 58' 01" |
| 2n | Jasper Stuyven    | Trek-Segafredo    | + 0"       |
| 3r | Lukas Pöstlberger | Bora-Hansgrohe    | + 12"      |
| 4t | Simone Andreetta  | Bardiani CSF      | + 26"      |
| 5è | Michael Woods     | Cannondale-Drapac | + 39"      |
| 6è | Adam Yates        | Orica-Scott       | + 39"      |
| 7è | Wilco Kelderman   | Team Sunweb       | + 39"      |
| 8è | Bob Jungels       | Quick-Step Floors | + 39"      |
| 9è | Bauke Mollema     | Trek-Segafredo    | + 39"      |
| 10è | Geraint Thomas    | Team Sky          | + 39"      |

| \| Classificació general \| Classificació general \| Classificació general \| Classificació general \| Classificació general \| \| Corredor \| Corredor \| Equip \| Temps \| \| \| --------------------- \| ------------------------- \| --------------------- \| --------------------- \| --------------------- \| \| 1r \| Bob Jungels \| Quick-Step Floors \| 28h 20' 47" \| \| \| 2n \| Geraint Thomas \| Team Sky \| + 6" \| \| \| 3r \| Adam Yates \| Orica-Scott \| + 10" \| \| \| 4t \| Vincenzo Nibali \| Bahrain-Merida \| + 10" \| \| \| 5è \| Domenico Pozzovivo \| AG2R La Mondiale \| + 10" \| \| \| 6è \| Nairo Quintana Rojas \| Movistar Team \| + 10" \| \| \| 7è \| Tom Dumoulin \| Team Sunweb \| + 10" \| \| \| 8è \| Bauke Mollema \| Trek-Segafredo \| + 10" \| \| \| 9è \| Tejay van Garderen \| BMC Racing Team \| + 10" \| \| \| 10è \| Andrey Amador Bikkazakova \| Movistar Team \| + 10" \| \| |                           |                   |             |
| |                           |                   |             |
| Font: ProCyclingStats |                           |                   |             |
| Classificació general |                           |                   |             |
| Corredor | Corredor                  | Equip             | Temps       |
| 1r | Bob Jungels               | Quick-Step Floors | 28h 20' 47" |
| 2n | Geraint Thomas            | Team Sky          | + 6"        |
| 3r | Adam Yates                | Orica-Scott       | + 10"       |
| 4t | Vincenzo Nibali           | Bahrain-Merida    | + 10"       |
| 5è | Domenico Pozzovivo        | AG2R La Mondiale  | + 10"       |
| 6è | Nairo Quintana Rojas      | Movistar Team     | + 10"       |
| 7è | Tom Dumoulin              | Team Sunweb       | + 10"       |
| 8è | Bauke Mollema             | Trek-Segafredo    | + 10"       |
| 9è | Tejay van Garderen        | BMC Racing Team   | + 10"       |
| 10è | Andrey Amador Bikkazakova | Movistar Team     | + 10"       |

## Etapa 7
Castrovillari – Alberobello, 12 de maig de 2017, 224 km
Segona etapa més llarga de la present edició, totalment plana i una sola dificultat de 4a categoria a manca de 70 km pel final, a Alberobello.
Dmitry Kozonchuk (Gazprom-RusVelo) i Giuseppe Fonzi (Wilier Triestina-Selle Italia) van animar l'etapa amb una llarga escapada. En els primers 40 km van estar acompanyats per Simone Ponzi (CCC Sprandi Polkowice), però una avaria mecànica el deixà endarrerit. El duet va aconseguir uns 4 minuts, però fou neutralitzat a manca de 18 km. En l'esprint final Caleb Ewan (Orica-Scott) fou el més ràpid.
| \| Classificació de l'etapa \| Classificació de l'etapa \| Classificació de l'etapa \| Classificació de l'etapa \| Classificació de l'etapa \| \| Corredor \| Corredor \| Equip \| Temps \| \| \| ------------------------ \| ------------------------ \| ------------------------ \| ------------------------ \| ------------------------ \| \| 1r \| Caleb Ewan \| Orica-Scott \| 5h 35' 18" \| \| \| 2n \| Fernando Gaviria Rendón \| Quick-Step Floors \| + 0" \| \| \| 3r \| Sam Bennett \| Bora-Hansgrohe \| + 0" \| \| \| 4t \| André Greipel \| Lotto-Soudal \| + 0" \| \| \| 5è \| Jasper Stuyven \| Trek-Segafredo \| + 0" \| \| \| 6è \| Ryan Gibbons \| Dimension Data \| + 0" \| \| \| 7è \| Enrico Battaglin \| LottoNL-Jumbo \| + 2" \| \| \| 8è \| Rüdiger Selig \| Bora-Hansgrohe \| + 2" \| \| \| 9è \| Aleksei Tsatévitx \| Gazprom-RusVelo \| + 2" \| \| \| 10è \| Vincenzo Nibali \| Bahrain-Merida \| + 2" \| \| |                         |                   |            |
| |                         |                   |            |
| Font: ProCyclingStats |                         |                   |            |
| Classificació de l'etapa |                         |                   |            |
| Corredor | Corredor                | Equip             | Temps      |
| 1r | Caleb Ewan              | Orica-Scott       | 5h 35' 18" |
| 2n | Fernando Gaviria Rendón | Quick-Step Floors | + 0"       |
| 3r | Sam Bennett             | Bora-Hansgrohe    | + 0"       |
| 4t | André Greipel           | Lotto-Soudal      | + 0"       |
| 5è | Jasper Stuyven          | Trek-Segafredo    | + 0"       |
| 6è | Ryan Gibbons            | Dimension Data    | + 0"       |
| 7è | Enrico Battaglin        | LottoNL-Jumbo     | + 2"       |
| 8è | Rüdiger Selig           | Bora-Hansgrohe    | + 2"       |
| 9è | Aleksei Tsatévitx       | Gazprom-RusVelo   | + 2"       |
| 10è | Vincenzo Nibali         | Bahrain-Merida    | + 2"       |

| \| Classificació general \| Classificació general \| Classificació general \| Classificació general \| Classificació general \| \| Corredor \| Corredor \| Equip \| Temps \| \| \| --------------------- \| ------------------------- \| --------------------- \| --------------------- \| --------------------- \| \| 1r \| Bob Jungels \| Quick-Step Floors \| 33h 56' 07" \| \| \| 2n \| Geraint Thomas \| Team Sky \| + 6" \| \| \| 3r \| Adam Yates \| Orica-Scott \| + 10" \| \| \| 4t \| Vincenzo Nibali \| Bahrain-Merida \| + 10" \| \| \| 5è \| Domenico Pozzovivo \| AG2R La Mondiale \| + 10" \| \| \| 6è \| Tom Dumoulin \| Team Sunweb \| + 10" \| \| \| 7è \| Nairo Quintana Rojas \| Movistar Team \| + 10" \| \| \| 8è \| Bauke Mollema \| Trek-Segafredo \| + 10" \| \| \| 9è \| Andrey Amador Bikkazakova \| Movistar Team \| + 10" \| \| \| 10è \| Tejay van Garderen \| BMC Racing Team \| + 10" \| \| |                           |                   |             |
| |                           |                   |             |
| Font: ProCyclingStats |                           |                   |             |
| Classificació general |                           |                   |             |
| Corredor | Corredor                  | Equip             | Temps       |
| 1r | Bob Jungels               | Quick-Step Floors | 33h 56' 07" |
| 2n | Geraint Thomas            | Team Sky          | + 6"        |
| 3r | Adam Yates                | Orica-Scott       | + 10"       |
| 4t | Vincenzo Nibali           | Bahrain-Merida    | + 10"       |
| 5è | Domenico Pozzovivo        | AG2R La Mondiale  | + 10"       |
| 6è | Tom Dumoulin              | Team Sunweb       | + 10"       |
| 7è | Nairo Quintana Rojas      | Movistar Team     | + 10"       |
| 8è | Bauke Mollema             | Trek-Segafredo    | + 10"       |
| 9è | Andrey Amador Bikkazakova | Movistar Team     | + 10"       |
| 10è | Tejay van Garderen        | BMC Racing Team   | + 10"       |